# Jan Zubowski
Jan Kazimierz Zubowski (ur. 8 listopada 1957 w Oławie) – polski polityk, samorządowiec, bibliotekarz, nauczyciel, poseł na Sejm V kadencji, w latach 2006–2014 prezydent Głogowa. Ojciec Wojciecha Zubowskiego.

## Życiorys
Ukończył studia w Instytucie Bibliotekoznawstwa i Informacji Naukowej Uniwersytetu Wrocławskiego oraz studia podyplomowe na Uniwersytecie Wrocławskim i Uniwersytecie Warszawskim. Podczas studiów działał w Niezależnym Zrzeszeniu Studentów. W 1989 działał w NSZZ „Solidarność” w głogowskim środowisku oświatowym. W latach 1990–2004 pracował jako dyrektor III Liceum Ogólnokształcącego im. Bohaterów Westerplatte w Głogowie, zaś po włączeniu go w skład Zespołu Szkół im. Jana Wyżykowskiego został zastępcą dyrektora.
Od 2002 do 2005 był radnym rady miasta Głogowa. W 2005 został wybrany posłem na Sejm V kadencji z listy Prawa i Sprawiedliwości w okręgu legnickim liczbą 5813 głosów. W 2006 wygrał wybory na prezydenta miasta Głogowa, w związku z czym wygasł jego mandat poselski. W 2010 uzyskał reelekcję w pierwszej turze. W 2014 ubiegał się o wybór na kolejną kadencję, przegrywając w drugiej turze z Rafaelem Rokaszewiczem. Uzyskał natomiast mandat radnego powiatu głogowskiego; nie kandydował w wyborach w 2018. Do rady powiatu został następnie wybrany w 2024.

## Odznaczenia
W 2000 otrzymał Brązowy Krzyż Zasługi. W 2013 odznaczony Brązową Odznaką „Zasłużony dla Ochrony Przeciwpożarowej”.